# Gayle San
Gayle San (* 14. Januar 1967 in Singapur) ist eine Produzentin im Bereich der elektronischen Tanzmusik und ehemalige DJ.

## Leben
Ihre Karriere begann Anfang der 1990er Jahre in der Londoner Szene, wo sie regelmäßig als Resident-DJ im renommierten Limelight auflegte. Mit der Zeit fing sie an mit härteren Sounds der elektronischen Musik zu experimentieren. Mit diesem damals eher unbekannten Sound schaffte sie es, Resident-DJ im legendären Final Frontier Club UK zu werden, welcher später unter dem Namen Universe Voyager Club im Londoner Complex weltweit bekannt wurde. Jahre später wurde sie Resident-DJ im Frankfurter Club Omen.
Seitdem wird sie regelmäßig für Partys im Ausland gebucht und war bereits in Clubs wie dem Palazzo, und auf Veranstaltungen wie dem Time Warp vertreten. Auch in verschiedenen Radiosendungen, wie zum Beispiel der HR3 Clubnight war sie bereits vertreten. Nach der Schließung des Omen im Jahr 1998 wurde sie Resident-DJ im Frankfurter U60311, welches häufig als Nachfolger des Omen betrachtet wird. 2000 wurde sie in den Charts der internationalen DJs des deutschen Magazins Groove auf Platz 6 gewählt.
Ende 2019 beendete sie ihre DJ-Karriere.

## Diskographie (Auszug)
- Fine Audio DJ Mix Series Vol. 2,(Fine Audio Recordings), 1998
- At The Wheels Of Steel, (Galvanic), 2000
- Fine Audio DJ Mix Series Vol. 7,(Fine Audio Recordings), 2002
- U60311 Compilation Techno Division Vol. 5, 2005

Produktion
- First Impression EP
- The Experience (2008)

DJ-Mixes
- Tribal Gathering 96, 1996
- More Favorite Tools 01: Gayle San, 2001
- Time Warp Presents Compilation 2, 2001
- Equator Sampler, 2002
- Palazzo Volume Two, 2004